# Hrabstwo Fairfield (Ohio)
Hrabstwo Fairfield (ang. Fairfield County) – hrabstwo w stanie Ohio w Stanach Zjednoczonych. Obszar całkowity hrabstwa obejmuje powierzchnię 508,60 mil2 (1 317,27 km²). Według danych z 2010 r. hrabstwo miało 146 156 mieszkańców. Hrabstwo powstało 9 grudnia 1800 roku.

## Sąsiednie hrabstwa
- Hrabstwo Licking (północ)
- Hrabstwo Perry (wschód)
- Hrabstwo Hocking (południe)
- Hrabstwo Pickaway (południowy zachód)
- Hrabstwo Franklin (północny zachód)

## Miasta
- Columbus
- Lancaster
- Pickerington
- Reynoldsburg

## CDP
- Fairfield Beach
- Hide-A-Way Hills

## Wioski
- Amanda
- Baltimore
- Bremen
- Buckeye Lake
- Canal Winchester
- Carroll
- Lithopolis
- Millersport
- Pleasantville
- Rushville
- Stoutsville
- Sugar Grove
- Thurston
- West Rushville